# Josef Šroubek
Josef Šroubek, född 2 december 1891 i Prag, kronlandet Böhmen i Kejsardömet Österrike-Ungern, död 29 augusti 1964 i Prag, Tjeckoslovakien, var en ishockeyspelare som representerade Böhmen och Tjeckoslovakien. Han blev olympisk bronsmedaljör i Antwerpen 1920 och kom på femte plats i Chamonix 1924 och i Sankt Moritz 1928. 1911 vann han Europamästerskapet i ishockey med Böhmen.

## Meriter
- OS-brons 1920